# 656
Năm 656 là một năm trong lịch Julius. 